# Vanessa da Mata
Vanessa da Mata (Alto Garças, 10 februari 1976) is een Braziliaanse zangeres en schrijfster van de zogenoemde populaire Braziliaanse muziek (MPB). Ze heeft drie albums uitgebracht waarvan in Brazilië en Portugal vele nummers het tot een nummer 1-notering brachten.

## Biografie
Vanessa Sigiane da Mata Ferreira groeide op in Alto Garças, een kleine stad in Mato Grosso.
Op haar veertiende verhuisde ze naar Uberlândia, Minas Gerais, om zich voor te bereiden op haar examen om medicijnen te studeren. Ze ontdekte dat zingen haar passie was, en begon op haar vijftiende in nachtclubs te zingen.
In 1992, op haar zestiende, verhuisde ze naar São Paulo, waar ze met de vrouwelijke reggae band Shalla-Ball haar eerste optredens had. Drie jaar later reisde ze Brazilië rond met de Jamaicaanse band Black Uhuru als achtergrondzangeres. Vervolgens had ze, naast haar carrières als basketballer en model, een deel in de band Mafua.
Vanessa ontmoette in 1997 de zanger Chico César, en schreef met hem het nummer "A Força que Nunca Seca", later opgenomen door Maria Bethânia, genomineerd voor een Latin Grammy Award. Hierna schreef ze onder andere "Viagem" voor Daniela Mercury.
Haar eerste album kwam in 2002 uit, met een grote hit in de Braziliaanse en Portugese hitlijsten.
In 2004 bracht ze het vervolgalbum uit en scoorde een nummer één hit in Brazilië, getiteld "Ai, Ai, Ai". In Zweden bracht dit liedje het tot een dertiende plaats in de notering. Sim, haar derde album, met de nummers "Boa Sorte/Good Luck", een duet met de Amerikaanse zanger Ben Harper, bracht haar wederom de hoogste notering in de Braziliaanse en de Portugese hitlijsten. Ook "Amado" werd een hit in haar thuisland. Het album werd beloond met een Latin Grammy Award for Best Contemporary Brazilian Pop Album.

## Discografie
Studioalbums
- Vanessa da Mata (2002)
- Essa Boneca Tem Manual (2004)
- Sim (2007)
- Bicicletas, Bolos e Outras Alegrias (2010)

Livealbums
- Multishow ao Vivo - Vanessa da Mata (2009)

## Prijzen
Prêmio Multishow de Música Brasileira
- 2009: Beste nummer - "Amado"
- 2008: Beste nummer - "Boa Sorte/Good Luck" (samen met Ben Harper)
- 2006: Beste nummer - "Ai, Ai, Ai"

Latin Grammy Award
- 2008: Best Contemporary Brazilian Pop Album - Sim